# Pokój w Preszburgu
Pokój w Preszburgu, pokój preszburski – zawarty 26 grudnia 1805 roku w Preszburgu (niem. Pressburg, obecnie Bratysława), po przegranej przez Cesarstwo Austrii wojnie III koalicji z Cesarstwem Francji. Po klęsce wojsk austriacko-rosyjskich w bitwie pod Austerlitz, Monarchia Habsburgów wycofała się z wojny i rozpoczęła starania o zawarcie pokoju.

## Historia

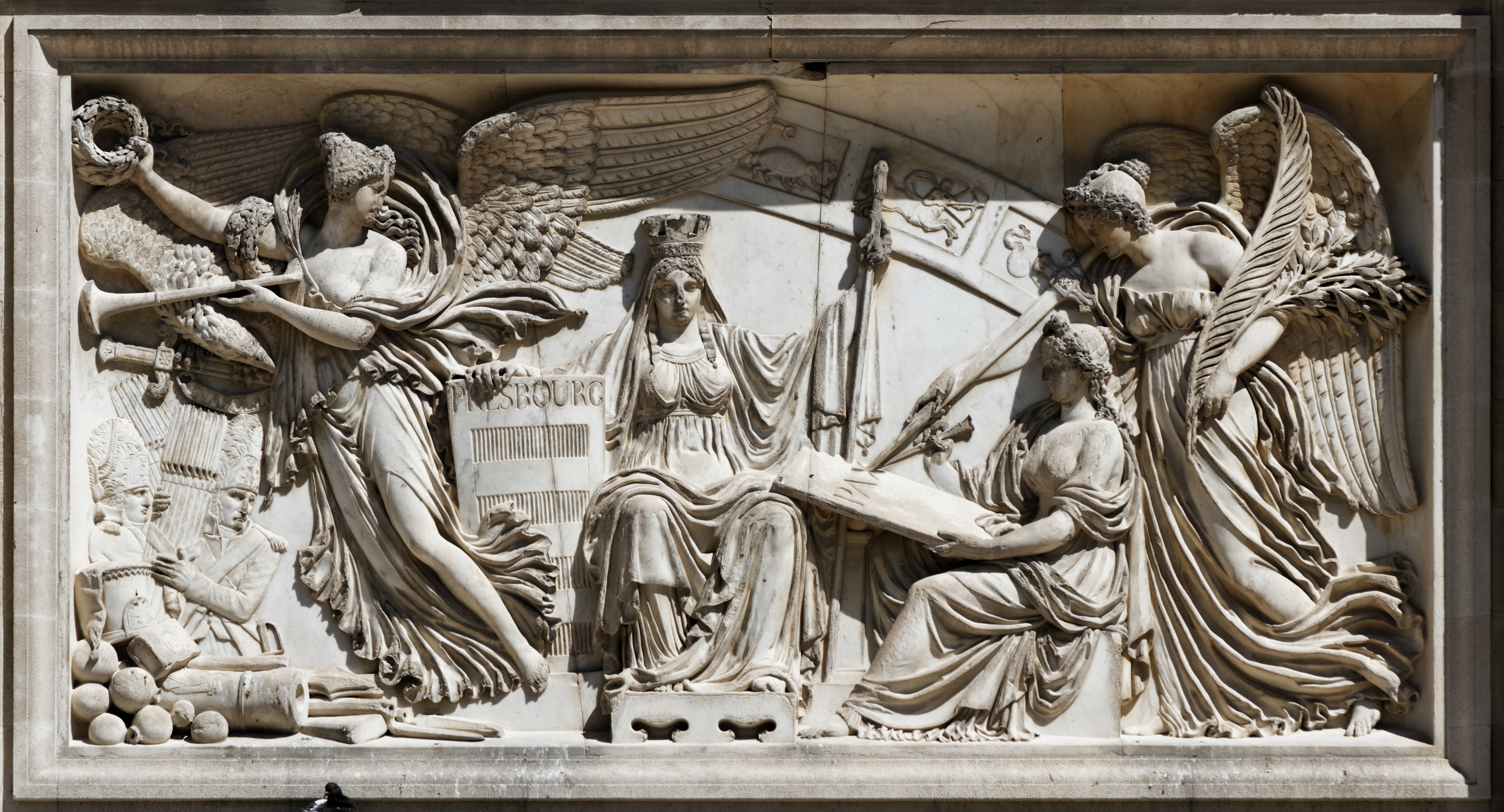
Przedstawienie pokoju w Preszburgu na Arc du Carrousel w Paryżu

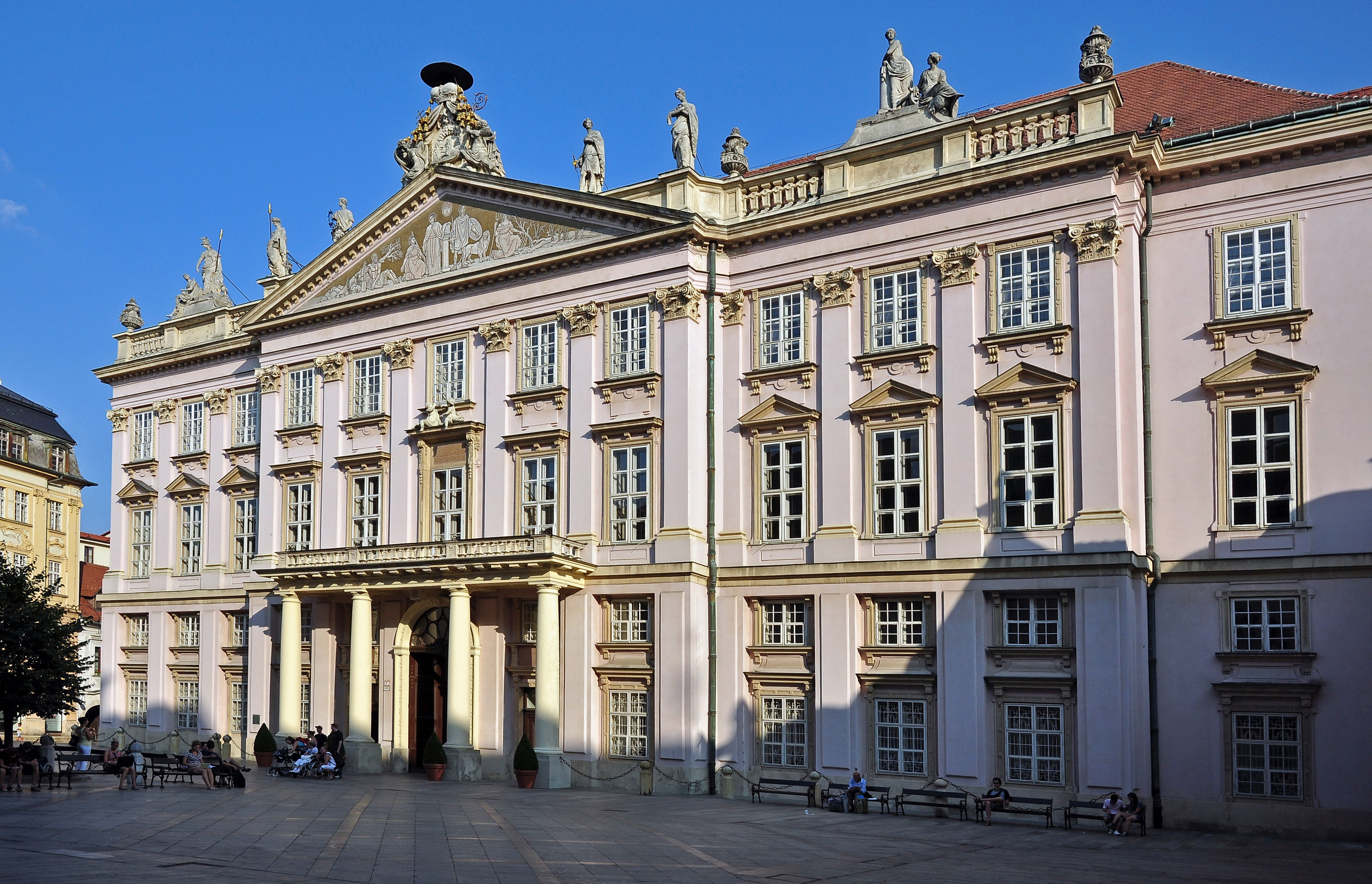
Pałac Prymasowski w Bratysławie, miejsce zawarcia pokoju

Pierwsze spotkanie cesarzy w sprawie rokowań pokojowych odbyło się 4 grudnia pod lipą koło młyna pomiędzy Žarošicami a Násedlovicami. Dwa dni później podpisano oficjalne zawieszenie broni, w którym Bonaparte postawił cesarzowi Franciszkowi II tylko dwa warunki: po pierwsze wojska rosyjskie miały niezwłocznie opuścić obszar Austrii, a po drugie - Napoleon zastrzegł, że będzie prowadził negocjacje pokojowe tylko ze stroną austriacką, z pominięciem Rosji. Poselstwu austriackiemu w rokowaniach pokojowych przewodniczył Jan I Liechtenstein, z udziałem hrabiego Ignácza Gyulayego, a   francuskiemu minister spraw zagranicznych Charles-Maurice de Talleyrand-Périgord. Traktat pokojowy podpisali oni w pałacu prymasowskim w Bratysławie.
W czasie, gdy cesarz przebywał w Wiedniu, przybyło do niego pruskie poselstwo od Fryderyka Wilhelma III. Prusy zamierzały wypowiedzieć Francji wojnę, jednak na wieść o austriackiej klęsce pod Austerlitz, zrezygnowały z tego projektu.
Austria utraciła Wenecję, Istrię i Dalmację na rzecz Włoch (tytuł króla Włoch dzierżył wówczas Napoleon Bonaparte), Tyrol na rzecz Bawarii – sojuszniczki Francji, oraz Górną Szwabię na rzecz sprzymierzonej z Napoleonem Wirtembergii, a otrzymała Salzburg. Musiała ponadto wypłacić kontrybucję wojenną w wysokości 40 milionów franków.
Franciszek II zgodził się uznać całkowitą niezależność Bawarii, Wirtembergii i Badenii, rezygnując tym samym z tytułu cesarza rzymskiego. Pozostał jednak przy tytule cesarza Austrii. Na mocy układu w Preszburgu Austria utraciła łącznie 65 tys. kilometrów kwadratowych powierzchni, zamieszkanych przez 4 miliony obywateli.
Strona pruska za cenę utrzymania pokoju z Francją musiała zrzec się na korzyść Bawarii księstwa Ansbach, a na korzyść Francji dwóch mniejszych księstw – Neuchâtel i Kleve. Fryderyk Wilhelm III miał w zamian otrzymać do niedawna angielski Hanower. Późniejsza praktyka pokazała, że Francja nieprzychylnie myślała o oddaniu Hanoweru Prusom. Po Europie rozeszły się nawet pogłoski o planowanym pokoju pomiędzy Francją i Anglią. Ostatecznie sytuacja ta doprowadziła do konfliktu między Prusami a Francją.
Napoleon postanowił wykorzystać swój sukces militarny, by zdobyć hegemonię w Niemczech. Dlatego w styczniu 1806 roku wysunął państwom niemieckim ofertę utworzenia Związku Reńskiego pod protektoratem Francji. 12 lipca 1806 roku przedstawiciele 16 państw niemieckich podpisali umowę, na mocy której utworzyły one konfederację zależną od Napoleona, w której nadrzędną rolę mieli pełnić jego sojusznicy. Do Związku Reńskiego przystąpiły m.in.: Bawaria, Wirtembergia, Ratyzbona, Badenia, Berg, Hesja-Darmstadt oraz Księstwo Nassau.
Napoleon uzyskał prawo do kierowania polityką zagraniczną Związku Reńskiego oraz do uformowania 63-tysięcznego kontyngentu wojskowego z żołnierzy państw konfederacji.
Zwycięstwo Napoleona nad III koalicją antyfrancuską pozwoliło mu wyprzeć z Neapolu dynastię Burbonów.
15 lutego 1806 roku 40 tysięcy żołnierzy francuskich wkroczyło do Neapolu i osadziło na tronie brata cesarskiego, Józefa Bonaparte.